# Hot in The Shade Tour
Hot in the Shade Tour bylo koncertní turné americké hardrockové skupiny Kiss na podporu alba Hot in The Shade. Jednalo se o poslední turné s bubeníkem Ericem Carrem , který zemřel v listopadu 1991 na rakovinu. Již během turné se Carrovi objevovaly zdravotní problémy a proto musel postoupit operaci, při které mu byly odstraněny tumory na srdci. Poslední koncert Kiss s Carrem odehráli 9. listopadu 1990 v Madison Square Garden v New Yorku a zakončili tak toto turné.

## Seznam písní
1. I Stole Your Love
2. Deuce
3. Heaven's on Fire
4. Crazy Crazy Nights
5. Black Diamond
6. Shout It Out Loud
7. Strutter
8. Calling Dr. Love
9. Rise to It
10. I Was Made for Lovin' You
11. Fits Like a Glove
12. Hide Your Heart
13. Lick It Up
14. God of Thunder
15. Forever
16. Cold Gin
17. Tears Are Falling
18. I Love It Loud
19. Love Gun
20. Detroit Rock City

Přídavek:
1. I Want You
2. Rock and Roll All Nite

## Turné v datech
| Datum               | Město                          | Stát                | Místo                                 | Předkapela/předskokan                                       |
| Koncerty před turné | Koncerty před turné            | Koncerty před turné | Koncerty před turné                   | Koncerty před turné                                         |
| ------------------- | ------------------------------ | ------------------- | ------------------------------------- | ----------------------------------------------------------- |
| 11. března 1990     | Galveston, Texas               | Spojené státy       | West Beach Pocket Park                | Downtown Bruno                                              |
| 14. března 1990     | Asbury Park, New Jersey        | Spojené státy       | The Stone Pony                        | Saraya, The Good Rats, Joe Lynn Turner, The Red & The Black |
| 25. dubna 1990      | Reseda, Kalifornie             | Spojené státy       | Reseda Country Club                   | Shake City                                                  |
| Severní Amerika     |                                |                     |                                       |                                                             |
| 4. května 1990      | Lubbock, Texas                 | Spojené státy       | Lubbock Municipal Coliseum            | Slaughter, Faster Pussycat                                  |
| 5. května 1990      | Dallas, Texas                  | Spojené státy       | Starplex Amphitheatre                 | Slaughter, Faster Pussycat                                  |
| 6. května 1990      | Austin, Texas                  | Spojené státy       | Frank Erwin Center                    | Slaughter, Faster Pussycat                                  |
| 8. května 1990      | Tulsa, Oklahoma                | Spojené státy       | Expo Square Pavilion                  | Slaughter, Faster Pussycat                                  |
| 9. května 1990      | Valley Center, Kansas          | Spojené státy       | Kansas Coliseum                       | Slaughter, Faster Pussycat                                  |
| 10. května 1990     | Omaha, Nebraska                | Spojené státy       | Omaha Civic Auditorium                | Slaughter, Faster Pussycat                                  |
| 11. května 1990     | Sioux Falls, Jižní Dakota      | Spojené státy       | Sioux Falls Arena                     | Slaughter, Faster Pussycat                                  |
| 12. května 1990     | Bonner Springs, Kansas         | Spojené státy       | Sandstone Amphitheatre                | Slaughter, Faster Pussycat                                  |
| 15. května 1990     | Saginaw, Michigan              | Spojené státy       | Wendler Arena                         | Slaughter, Faster Pussycat                                  |
| 17. května 1990     | Terre Haute, Indiana           | Spojené státy       | Hulman Center                         | Slaughter, Faster Pussycat                                  |
| 18. května 1990     | Auburn Hills, Michigan         | Spojené státy       | The Palace of Auburn Hills            | Slaughter, Faster Pussycat                                  |
| 19. května 1990     | Toledo, Ohio                   | Spojené státy       | Toledo Sports Arena                   | Slaughter, Faster Pussycat                                  |
| 20. května 1990     | Fort Wayne, Indiana            | Spojené státy       | War Memorial Coliseum                 | Slaughter, Faster Pussycat                                  |
| 22. května 1990     | Cape Girardeau, Missouri       | Spojené státy       | Show Me Center                        | Slaughter, Faster Pussycat                                  |
| 23. května 1990     | Cedar Rapids, Iowa             | Spojené státy       | Five Seasons Center                   | Slaughter, Faster Pussycat                                  |
| 25. května 1990     | Bloomington, Minnesota         | Spojené státy       | Met Center                            | Slaughter, Faster Pussycat                                  |
| 26. května 1990     | Fargo, Severní Dakota          | Spojené státy       | Red River Valley Speedway             | Slaughter, Faster Pussycat                                  |
| 27. května 1990     | Duluth, Minnesota              | Spojené státy       | Duluth Arena                          | Slaughter, Faster Pussycat                                  |
| 28. května 1990     | Ashwaubenon, Wisconsin         | Spojené státy       | Brown County Veterans Memorial Arena  | Slaughter, Faster Pussycat                                  |
| 30. května 1990     | Peoria, Illinois               | Spojené státy       | Peoria Civic Center                   | Slaughter, Faster Pussycat                                  |
| 31. května 1990     | Evansville, Indiana            | Spojené státy       | Mesker Amphitheatre                   | Slaughter, Faster Pussycat                                  |
| 1. června 1990      | St. Louis, Missouri            | Spojené státy       | Kiel Auditorium                       | Slaughter, Faster Pussycat                                  |
| 2. června 1990      | Des Moines, Iowa               | Spojené státy       | Iowa Veterans Memorial Auditorium     | Slaughter, Faster Pussycat                                  |
| 3. června 1990      | Tinley Park, Illinois          | Spojené státy       | New World Music Theatre               | Slaughter, Faster Pussycat                                  |
| 6. června 1990      | Columbus, Ohio                 | Spojené státy       | Battelle Hall                         | Slaughter, Little Caesar                                    |
| 7. června 1990      | Trotwood, Ohio                 | Spojené státy       | Hara Arena                            | Slaughter, Little Caesar                                    |
| 8. června 1990      | Noblesville, Indiana           | Spojené státy       | Deer Creek Music Center               | Slaughter, Little Caesar                                    |
| 9. června 1990      | Richfield, Ohio                | Spojené státy       | Richfield Coliseum                    | Slaughter, Little Caesar                                    |
| 12. června 1990     | Cincinnati, Ohio               | Spojené státy       | Cincinnati Gardens                    | Slaughter, Little Caesar                                    |
| 13. června 1990     | Muskegon, Michigan             | Spojené státy       | L. C. Walker Arena                    | Slaughter, Little Caesar                                    |
| 15. června 1990     | Toronto, Ontario               | Kanada              | CNE Grandstand                        | Whitesnake (Co-headliner), Slaughter, Faster Pussycat       |
| 16. června 1990     | Weedsport, New York            | Spojené státy       | Cayuga County Fair Speedway           | Slaughter, Little Caesar                                    |
| 17. června 1990     | Middletown, New York           | Spojené státy       | Orange County Fair Speedway           | Slaughter, Little Caesar                                    |
| 20. června 1990     | Providence, Rhode Island       | Spojené státy       | Providence Civic Center               | Slaughter, Little Caesar                                    |
| 21. června 1990     | Rochester, New York            | Spojené státy       | Rochester Community War Memorial      | Slaughter, Little Caesar                                    |
| 22. června 1990     | Binghamton, New York           | Spojené státy       | Broome County Veterans Memorial Arena | Slaughter, Little Caesar                                    |
| 23. června 1990     | Burgettstown, Pensylvánie      | Spojené státy       | Coca-Cola Star Lake Amphitheater      | Slaughter, Little Caesar                                    |
| 26. června 1990     | Filadelfie, Pensylvánie        | Spojené státy       | The Spectrum                          | Slaughter, Little Caesar                                    |
| 27. června 1990     | Allentown, Pensylvánie         | Spojené státy       | Great Allentown Fair                  | Slaughter, Little Caesar                                    |
| 28. června 1990     | Uniondale, New York            | Spojené státy       | Nassau Veterans Memorial Coliseum     | Slaughter, Little Caesar                                    |
| 29. června 1990     | Mansfield, Massachusetts       | Spojené státy       | Great Woods Performing Arts Center    | Slaughter, Little Caesar                                    |
| 30. června 1990     | East Rutherford, New Jersey    | Spojené státy       | Brendan Byrne Arena                   | Slaughter, Little Caesar                                    |
| 3. července 1990    | Springfield, Massachusetts     | Spojené státy       | Springfield Civic Center              | Slaughter, Little Caesar                                    |
| 6. července 1990    | Old Orchard Beach, Maine       | Spojené státy       | Seashore Performing Arts Center       | Slaughter, Little Caesar                                    |
| 7. července 1990    | Albany, New York               | Spojené státy       | Knickerbocker Arena                   | Slaughter, Little Caesar                                    |
| 8. července 1990    | Harrisburg, Pensylvánie        | Spojené státy       | City Island                           | Slaughter, Little Caesar                                    |
| 10. července 1990   | Fairfax, Virginie              | Spojené státy       | Patriot Center                        | Slaughter, Danger Danger                                    |
| 11. července 1990   | Roanoke, Virginie              | Spojené státy       | Roanoke Civic Center                  | Slaughter, Danger Danger                                    |
| 12. července 1990   | Richmond, Virginie             | Spojené státy       | Richmond Coliseum                     | Slaughter, Danger Danger                                    |
| 13. července 1990   | Norfolk, Virginie              | Spojené státy       | Norfolk Scope                         | Slaughter, Danger Danger                                    |
| 18. července 1990   | Johnson City, Tennessee        | Spojené státy       | Freedom Hall Civic Center             | Slaughter, Danger Danger                                    |
| 19. července 1990   | Knoxville, Tennessee           | Spojené státy       | Knoxville Civic Coliseum              | Slaughter, Danger Danger                                    |
| 20. července 1990   | Atlanta, Georgie               | Spojené státy       | Lakewood Amphitheatre                 | Slaughter, Danger Danger                                    |
| 21. července 1990   | Nashville, Tennessee           | Spojené státy       | Starwood Amphitheatre                 | Slaughter, Danger Danger                                    |
| 24. července 1990   | Columbia, Jižní Karolína       | Spojené státy       | Carolina Coliseum                     | Slaughter, Danger Danger                                    |
| 25. července 1990   | Charlotte, Severní Karolína    | Spojené státy       | Charlotte Coliseum                    | Slaughter, Danger Danger                                    |
| 26. července 1990   | Greenville, Jižní Karolína     | Spojené státy       | Greenville Memorial Auditorium        | Slaughter, Danger Danger                                    |
| 27. července 1990   | Greensboro, Severní Karolína   | Spojené státy       | Greensboro Coliseum                   | Slaughter, Danger Danger                                    |
| 28. července 1990   | Fayetteville, Severní Karolína | Spojené státy       | Cumberland County Memorial Arena      | Slaughter, Danger Danger                                    |
| 31. července 1990   | Savannah, Georgie              | Spojené státy       | Savannah Civic Center                 | Slaughter, Danger Danger                                    |
| 1. srpna 1990       | Jacksonville, Florida          | Spojené státy       | Jacksonville Memorial Coliseum        | Slaughter, Danger Danger                                    |
| 2. srpna 1990       | Orlando, Florida               | Spojené státy       | Orlando Arena                         | Slaughter, Danger Danger                                    |
| 3. srpna 1990       | Miami, Florida                 | Spojené státy       | Miami Arena                           | Slaughter, Danger Danger                                    |
| 4. srpna 1990       | Tampa, Florida                 | Spojené státy       | USF Sun Dome                          | Slaughter, Danger Danger                                    |
| 7. srpna 1990       | Pelham, Alabama                | Spojené státy       | Oak Mountain Amphitheatre             | Slaughter, Danger Danger                                    |
| 8. srpna 1990       | Memphis, Tennessee             | Spojené státy       | Mid-South Coliseum                    | Slaughter, Danger Danger                                    |
| 16. srpna 1990      | Huntsville, Alabama            | Spojené státy       | Von Braun Civic Center                | Slaughter, Winger                                           |
| 17. srpna 1990      | Jackson, Mississippi           | Spojené státy       | Mississippi Coliseum                  | Slaughter, Winger                                           |
| 18. srpna 1990      | Shreveport, Louisiana          | Spojené státy       | Hirsch Memorial Coliseum              | Slaughter, Winger                                           |
| 19. srpna 1990      | Biloxi, Mississippi            | Spojené státy       | Mississippi Coast Coliseum            | Slaughter, Winger                                           |
| 21. srpna 1990      | Houston, Texas                 | Spojené státy       | The Summit                            | Slaughter, Winger                                           |
| 22. srpna 1990      | San Antonio, Texas             | Spojené státy       | Freeman Coliseum                      | Slaughter, Winger                                           |
| 24. srpna 1990      | Albuquerque, Nové Mexiko       | Spojené státy       | Tingley Coliseum                      | Slaughter, Winger                                           |
| 25. srpna 1990      | Oklahoma City, Oklahoma        | Spojené státy       | Myriad Convention Center              | Slaughter, Winger                                           |
| 26. srpna 1990      | Salina, Kansas                 | Spojené státy       | Bicentennial Center                   | Slaughter, Winger                                           |
| 28. srpna 1990      | Rapid City, Jižní Dakota       | Spojené státy       | Rushmore Plaza Civic Center           | Slaughter, Winger                                           |
| 29. srpna 1990      | Billings, Montana              | Spojené státy       | MetraPark Arena                       | Slaughter, Winger                                           |
| 31. srpna 1990      | Morrison, Colorado             | Spojené státy       | Red Rocks Amphitheatre                | Slaughter, Winger                                           |
| 1. září 1990        | Salt Lake City, Utah           | Spojené státy       | Salt Palace                           | Slaughter, Winger                                           |
| 3. září 1990        | Boise, Idaho                   | Spojené státy       | BSU Pavilion                          | Slaughter, Winger                                           |
| 6. září 1990        | Vancouver, Britská Kolumbie    | Kanada              | Pacific Coliseum                      | Slaughter, Winger                                           |
| 7. září 1990        | Seattle, Washington            | Spojené státy       | Seattle Center Coliseum               | Slaughter, Winger                                           |
| 8. září 1990        | Spokane, Washington            | Spojené státy       | Spokane Coliseum                      | Slaughter, Winger                                           |
| 9. září 1990        | Portland, Oregon               | Spojené státy       | Memorial Coliseum                     | Slaughter, Winger                                           |
| 12. září 1990       | Sacramento, Kalifornie         | Spojené státy       | California Exposition & State Fair    | Slaughter, Winger                                           |
| 13. září 1990       | Concord, Kalifornie            | Spojené státy       | Concord Pavilion                      | Slaughter, Winger                                           |
| 14. září 1990       | Long Beach, Kalifornie         | Spojené státy       | Long Beach Arena                      | Slaughter, Winger                                           |
| 15. září 1990       | San Diego, Kalifornie          | Spojené státy       | San Diego Sports Arena                | Slaughter, Winger                                           |
| 16. září 1990       | Phoenix, Arizona               | Spojené státy       | Arizona Veterans Memorial Coliseum    | Slaughter, Winger                                           |
| 19. září 1990       | El Paso, Texas                 | Spojené státy       | El Paso County Coliseum               | Slaughter, Winger, Vixen                                    |
| 20. září 1990       | Odessa, Texas                  | Spojené státy       | Ector County Coliseum                 | Slaughter, Winger, Vixen                                    |
| 21. září 1990       | Fort Worth, Texas              | Spojené státy       | Fort Worth Convention Center          | Slaughter, Winger, Vixen                                    |
| 22. září 1990       | Amarillo, Texas                | Spojené státy       | Amarillo Civic Center                 | Slaughter, Winger, Vixen                                    |
| 24. září 1990       | Springfield, Missouri          | Spojené státy       | Hammons Student Center                | Slaughter, Winger, Vixen                                    |
| 25. září 1990       | Columbia, Missouri             | Spojené státy       | Hearnes Center                        | Slaughter, Winger, Vixen                                    |
| 26. září 1990       | Lincoln, Nebraska              | Spojené státy       | Pershing Auditorium                   | Slaughter, Winger, Vixen                                    |
| 28. září 1990       | Carbondale, Illinois           | Spojené státy       | SIU Arena                             | Slaughter, Winger, Vixen                                    |
| 29. září 1990       | East Troy, Wisconsin           | Spojené státy       | Alpine Valley Music Theatre           | Slaughter, Winger                                           |
| 30. září 1990       | Dubuque, Iowa                  | Spojené státy       | Five Flags Center                     | Slaughter, Winger                                           |
| 2. října 1990       | Bismarck, Severní Dakota       | Spojené státy       | Bismarck Civic Center                 | Slaughter, Winger                                           |
| 4. října 1990       | Marquette, Michigan            | Spojené státy       | Lakeview Arena                        | Slaughter, Winger                                           |
| 5. října 1990       | Rochester, Minnesota           | Spojené státy       | Mayo Civic Center                     | Slaughter, Winger                                           |
| 6. října 1990       | Topeka, Kansas                 | Spojené státy       | Landon Arena                          | Slaughter, Winger                                           |
| 7. října 1990       | Sioux City, Iowa               | Spojené státy       | Sioux City Municipal Auditorium       | Slaughter, Winger                                           |
| 10. října 1990      | Johnstown, Pensylvánie         | Spojené státy       | Cambria County War Memorial Arena     | Slaughter, Winger                                           |
| 12. října 1990      | Hamilton, Ontario              | Kanada              | Copps Coliseum                        | Slaughter, Winger                                           |
| 13. října 1990      | London, Ontario                | Kanada              | London Gardens                        | Slaughter, Winger                                           |
| 14. října 1990      | Auburn Hills, Michigan         | Spojené státy       | The Palace of Auburn Hills            | Slaughter, Winger                                           |
| 15. října 1990      | Kalamazoo, Michigan            | Spojené státy       | Wings Stadium                         | Slaughter, Winger                                           |
| 16. října 1990      | Erie, Pensylvánie              | Spojené státy       | Erie Civic Center                     | Slaughter, Winger                                           |
| 18. října 1990      | Ottawa, Ontario                | Kanada              | Ottawa Civic Centre                   | Slaughter, Winger                                           |
| 19. října 1990      | Montréal, Québec               | Kanada              | Montreal Forum                        | Slaughter, Winger                                           |
| 25. října 1990      | Portland, Maine                | Spojené státy       | Cumberland County Civic Center        | Slaughter, Winger                                           |
| 26. října 1990      | Worcester, Massachusetts       | Spojené státy       | The Centrum                           | Slaughter, Winger                                           |
| 27. října 1990      | New Haven, Connecticut         | Spojené státy       | New Haven Coliseum                    | Slaughter, Winger                                           |
| 30. října 1990      | Wheeling, Západní Virginie     | Spojené státy       | Wheeling Civic Center                 | Slaughter, Winger                                           |
| 1. listopadu 1990   | Charleston, Západní Virginie   | Spojené státy       | Charleston Civic Center               | Slaughter, Winger                                           |
| 2. listopadu 1990   | Augusta, Georgie               | Spojené státy       | Augusta-Richmond County Civic Center  | Slaughter, Winger                                           |
| 3. listopadu 1990   | Albany, Georgie                | Spojené státy       | Albany Civic Center                   | Slaughter, Winger                                           |
| 6. listopadu 1990   | Columbus, Georgie              | Spojené státy       | Columbus Municipal Auditorium         | Slaughter, Winger                                           |
| 7. listopadu 1990   | Asheville, Severní Karolína    | Spojené státy       | Asheville Civic Center                | Slaughter, Winger                                           |
| 8. listopadu 1990   | Hershey, Pensylvánie           | Spojené státy       | Hersheypark Arena                     | Slaughter, Winger                                           |
| 9. listopadu 1990   | New York                       | Spojené státy       | Madison Square Garden                 | Slaughter, Winger                                           |

## Sestava
KISS
- Paul Stanley - rytmická kytara, zpěv
- Gene Simmons - basová kytara, zpěv
- Bruce Kulick - sólová kytara, zpěv
- Eric Carr - bicí, zpěv